# Easton Corbin
Easton Corbin (Trenton, 12 april 1982) is een Amerikaans countryzanger en songwriter. Hij brengt sinds 2009 platen uit en had meteen aan het begin enkele nummer 1-hits in de Hot Country Songs.

## Biografie
Corbin werd geboren en getogen in Florida. Toen hij nog maar drie tot vier jaar oud was, wist hij al dat hij een countryzanger wilde worden. Na de scheiding van zijn ouders groeide hij op de boerderij van zijn grootouders op, waar hij ook meewerkte. Ook was hij lid van enkele boerenjongerenorganisaties. Ondertussen was hij zaterdagsavonds een trouwe kijker van het countryprogramma Grand Ole Opry.
Vanaf zijn vijftiende had hij gitaarles. Korte tijd later speelde hij de leadgitaar in een lokale band. Na een auditie mocht hij deelnemen aan een jamfestival wat er vervolgens toe leidde dat hij in het voorprogramma kwam te staan van bekende artiesten als Mel McDaniel en Janie Fricke.
Hij maakte zijn scholing af aan het College of Agriculture aan de Universiteit van Florida, trouwde en vertrok in 2006 naar Nashville om een professionele carrière als countryzanger te starten. Daar wist hij een contract te bemachtigen en bracht hij in 2009 zijn eerste album uit en zijn debuutsingle A little more country than that. Zowel het album als de single bereikte nummer 1 in de countryhitlijsten. In 2010 volgde ook nog zijn single Roll with it die eveneens de hoogste positie bereikte. Ook stonden deze singles in de middenregionen van de Billboard Hot 100.
Hierna had hij nog verschillende top 10-hits. In de loop van vijf jaar bracht hij drie studioalbums uit die alle drie in de hoogste regionen van de Country Albums terechtkwamen. Een van zijn liedjes, Are you with me, werd in 2015 geremixt naar een danceversie door de Belgische dj Lost Frequencies. De single werd een wereldwijde hit met nummer 1-noteringen in een groot aantal landen. Corbin bracht het nummer vervolgens zelf uit op een single en behaalde er een nummer 50-notering mee in de Hot Country Songs (nummer 45 in de Hot Country Airplay-lijst).

## Discografie

### Albums
- 2009: A little more country than that (ep)
- 2010: Easton Corbin
- 2012: All over the road
- 2015: About to get real

### Singles
- 2009: A little more country than that
- 2010: Roll with it
- 2010: I can't love you back
- 2012: Lovin' you is fun
- 2013: All over the road
- 2014: Clockwork
- 2014: Baby be my love song
- 2015: Yup
- 2016: Are you with me

- Gemeinsame Normdatei: 140701583
- International Standard Name Identifier: 0000 0000 7751 6129
- Library of Congress Control Number: no2010036492
- MusicBrainz: c6ada25c-8590-4b75-8013-883a8df55882
- Nationale Bibliotheek van Tsjechië: xx0145864
- Virtual International Authority File: 107700684
- WorldCat: E39PBJwdgDpgCkQm9TQVXXP84q